# Pomnik George’a Armitsteada w Rydze
Pomnik George’a Armitsteada – pomnik burmistrza Rygi George’a Armitsteada (1847–1912) (łot. Džordžs Armitsteds), usytuowany w stolicy Łotwy.

## Opis
Pomnik znajduje się na terenie parku Bastejkalns (Góra Bastionowa), na wschodnim krańcu Starego Miasta w Rydze. Na północ od parku usytuowany jest gmach Łotewskiej Opery Narodowej.
Pomnik upamiętnia George’a Armitsteada (1847–1912), burmistrza Rygi w latach 1901–1912, który zasłużył się przebudową Rygi w stylu secesyjnym z okazji 700-lecia miasta. Współcześnie Ryga uznawana jest za jedno z najbardziej reprezentatywnych skupisk architektury secesyjnej w Europie. Z inicjatywy Armitsteada wzniesiono ponadto 19 szkół i cztery szpitale oraz dokończono budowę Teatru Narodowego. Armitstead przyczynił się również do założenia 9 parków publicznych oraz powstania pierwszego miasta ogrodu Mežaparks. Rodzina Armitsteada miała korzenie angielskie – jego dziadek przybył na Łotwę w poszukiwaniu zysku w przemyśle lnianym.
Pomnik został odsłonięty 18 października 2006 roku przez brytyjską królową Elżbietę II i łotewską prezydent Vairę Viķe-Freibergę.
Przedstawia naturalnej wielkości postać burmistrza George’a Armitsteada. Towarzyszy mu rzeźba przedstawiająca jego żonę Cecile Pychlau. Obok pary stoi ich pies Sunset, rasy chow chow. Pomnik wykonany został przez rzeźbiarza Andrisa Vārpę i metaloplastyka Denisa Gocchiyeva. Przy budowie pomnika zaangażowana była architektka Kristīne Vīzine. Fundatorami pomnika byli przedsiębiorcy Eugene Gomberg i Rodney Radcliffe, krewny rodziny Armitstead.
Za figurami, na niskim murku częściowo okalającym pomnik, umieszczono tablicę z napisami w języku łotewskim i angielskim, na której wymieniono nazwiska osób tworzących pomnik, datę odsłonięcia pomnika, fakt pojawienia się na uroczystości królowej Elżbiety II oraz nazwiska fundatorów.